# Service Advertising Protocol
Das Service Advertising Protocol, oder kurz SAP, ist ein Begriff aus der Informatik und bezeichnet ein in IPX-Netzwerken verwendetes Protokoll zur Dienstauffindung. Es wurde ursprünglich, wie auch IPX, von Novell Inc. für NetWare entwickelt.

## Funktionsweise
Das SAP funktioniert nach dem Broadcast-Prinzip. Jeder Server oder Host, der einen Netzwerkdienst anbietet, sendet periodisch einen IPX-Broadcast ins Netzwerk. Das SAP-Paket enthält dabei die Informationen, welcher Dienst angeboten wird, wie die Route zum Host ist und welche MAC-Adresse der Host hat, der diesen Dienst anbietet. Die Clients cachen diese Informationen lokal, so dass sie bei Bedarf von einem der angebotenen Dienste sofort die entsprechende Netzwerkadresse kennen. Alternativ besteht für den Client auch die Möglichkeit, über einen SAP-Request, ebenfalls ein Broadcast, netzwerkweit anzufragen, ob ein bestimmter Dienst angeboten wird.
Die Besonderheit an SAP-Broadcasts ist, dass diese geroutet werden, und nicht, wie allgemein üblich, auf das jeweilige lokale Netzwerksegment begrenzt sind.

## Kritik
Bei seiner Einführung war das SAP eine gute Erfindung, die eine gewisse Art des Plug and Play darstellte, da man sich über die Konfiguration der Clients in einem IPX-Netzwerk keine Gedanken machen musste. Einige Zeit später zeigte sich aber auch das Problem, das mit dem Prinzip der netzwerkweiten Broadcasts verbunden war: Der Standardzeitraum für einen SAP-Broadcast war von Novell auf 60 Sekunden festgelegt worden. In den immer weiter wachsenden Netzwerken kam es also bald zu regelrechten Broadcaststürmen, da jeder Netzwerkdrucker, jeder Server, jeder Router und teilweise auch einige Clients Dienste im Netzwerk anboten. In späteren TCP/IP-gestützten Versionen von NetWare wurde das SAP daher durch das Service Location Protocol (SLP) abgelöst.